# 1092
سنة 1092 كانت سنة كبيسة تبدأ يوم الخميس (الرابط يظهر نموذج التقويم الكامل للسنة) من التقويم اليولياني.

## مواليد
- الفضل المسترشد بالله.
- بطرس المبجل.

## وفيات
- 14 نوفمبر - جلال الدولة ملك شاه - سلطان سلجوقي حكم العراق والشام والجزيرة والحجاز وبلاد ما وراء النهر.
- القادر بن ذي النون.
- جوردان هوتفيل.
- زاخاس.
- نظام الملك.